# Whitehall (Nowy Jork)
Whitehall – miasto w Stanach Zjednoczonych, w stanie Nowy Jork, w hrabstwie Washington.